# Wobbly (músic)
Jon Leidecker, àlies Wobbly, és músic i compositor de música experimental electrònica establert a San Francisco. Ha tret treballs de Tigerbeat6, Illegal Art, Alku, Phthalo, entre d'altres. Produeix música des del 1987, i ha col·laborat en projectes en directe i d'estudi amb People Like Us, Thomas Dimuzio, Kevin Blechdom, Tim Perkis, Matmos i The Weatherman of Negativland. És també membre de Chopping Channel i Sagan. L'any 2002, Leidecker es va encarregar del primer muntatge i els últims retocs de l'àlbum de Keep the Dog, That House We Lived In (2003).